# Antrechinus
Antrechinus is een geslacht van zee-egels uit de familie Urechinidae.

## Soorten
- Antrechinus drygalskii (Mortensen, 1905)
- Antrechinus mortenseni (David & Mooi, 1990)
- Antrechinus nordenskjoldi (Mortensen, 1905)